# Cultura de Peiligang

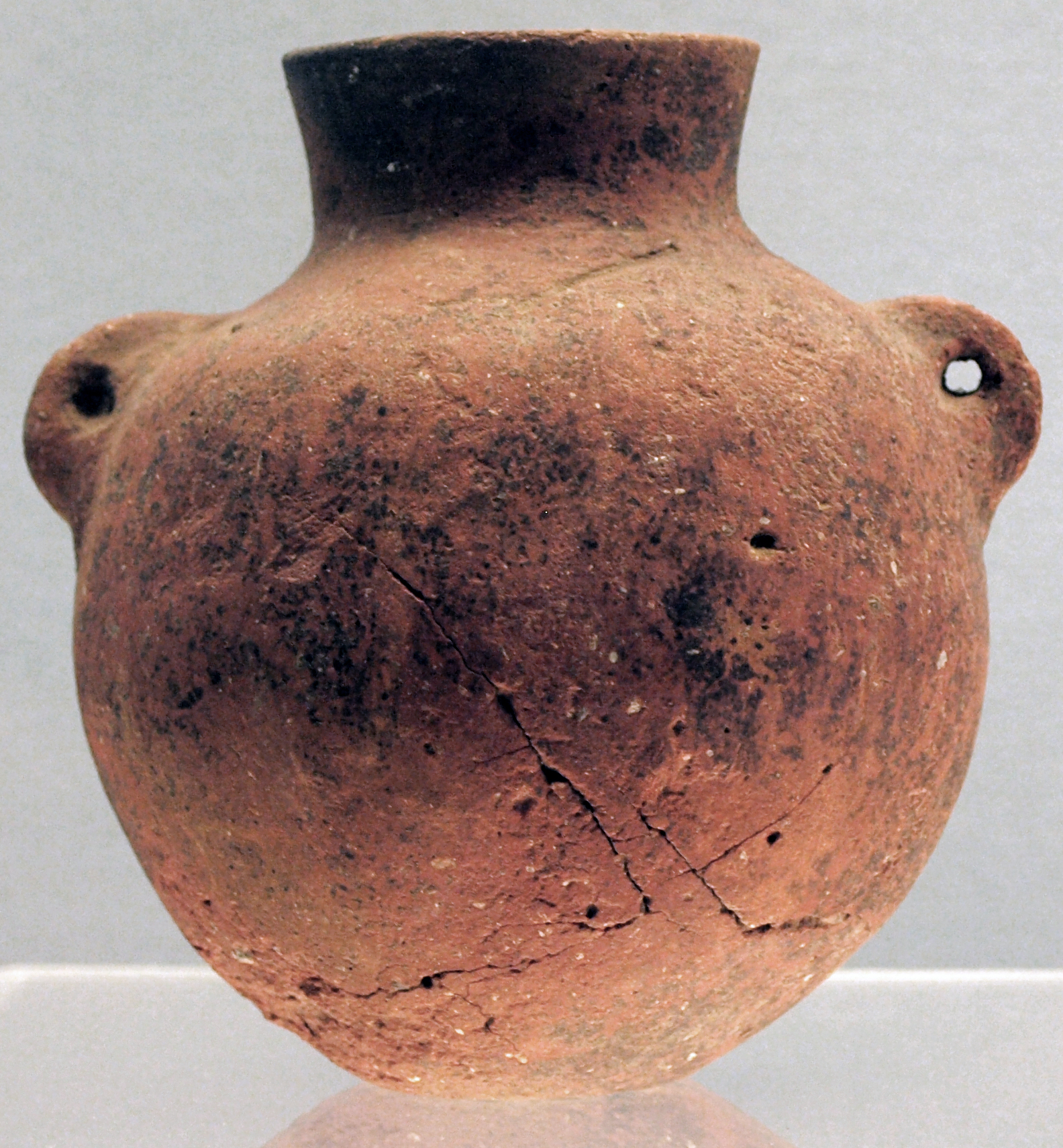
Un vas roig amb dos petites nanses "orelles", provinent de la cultura peiligang, al voltant del 6000-5200 aEC. En exhibició al museu Shanghai.

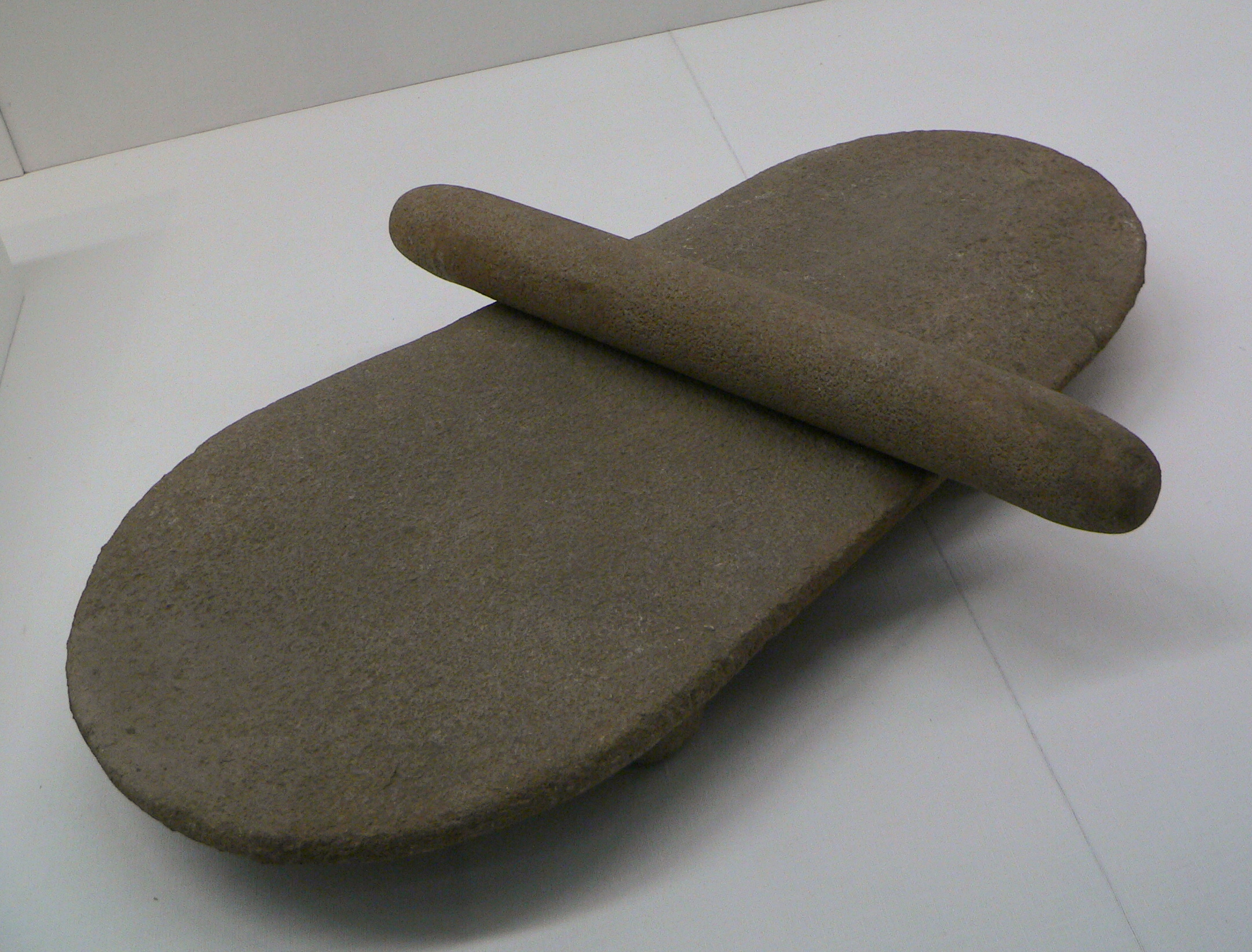
Llosa de pedra per a rodar i corró, en exhibició al Museu Zhengzhou, Xina

La cultura de Peiligang (xinès tradicional: 裴李崗文化, xinès simplificat: 裴李岗文化, pinyin: Péilǐgāng Wénhuà) és el nom donat pels arqueòlegs a un grup de comunitats neolítiques a la conca del riu Luo a Henan, Xina. La cultura va existir del 7000 al 5000 aC. Més de 70 jaciments han estat identificats amb la cultura peiligang. La cultura fou anomenada així després del jaciment descobert el 1977 a Peiligang (al comtat Xinzheng). Els arqueòlegs pensen que la cultura peiligang va ser igualitària, i va tenir poca organització política.
La cultura practicava l'agricultura a l'hora de conrear el mill i la cria d'animals a l'hora de criar porcs. La cultura és també una de les més antigues de l'antiga Xina en fer ceràmica.
El jaciment a Jiahu és una de les primeres excavacions associades a aquesta cultura.